# SN 1054

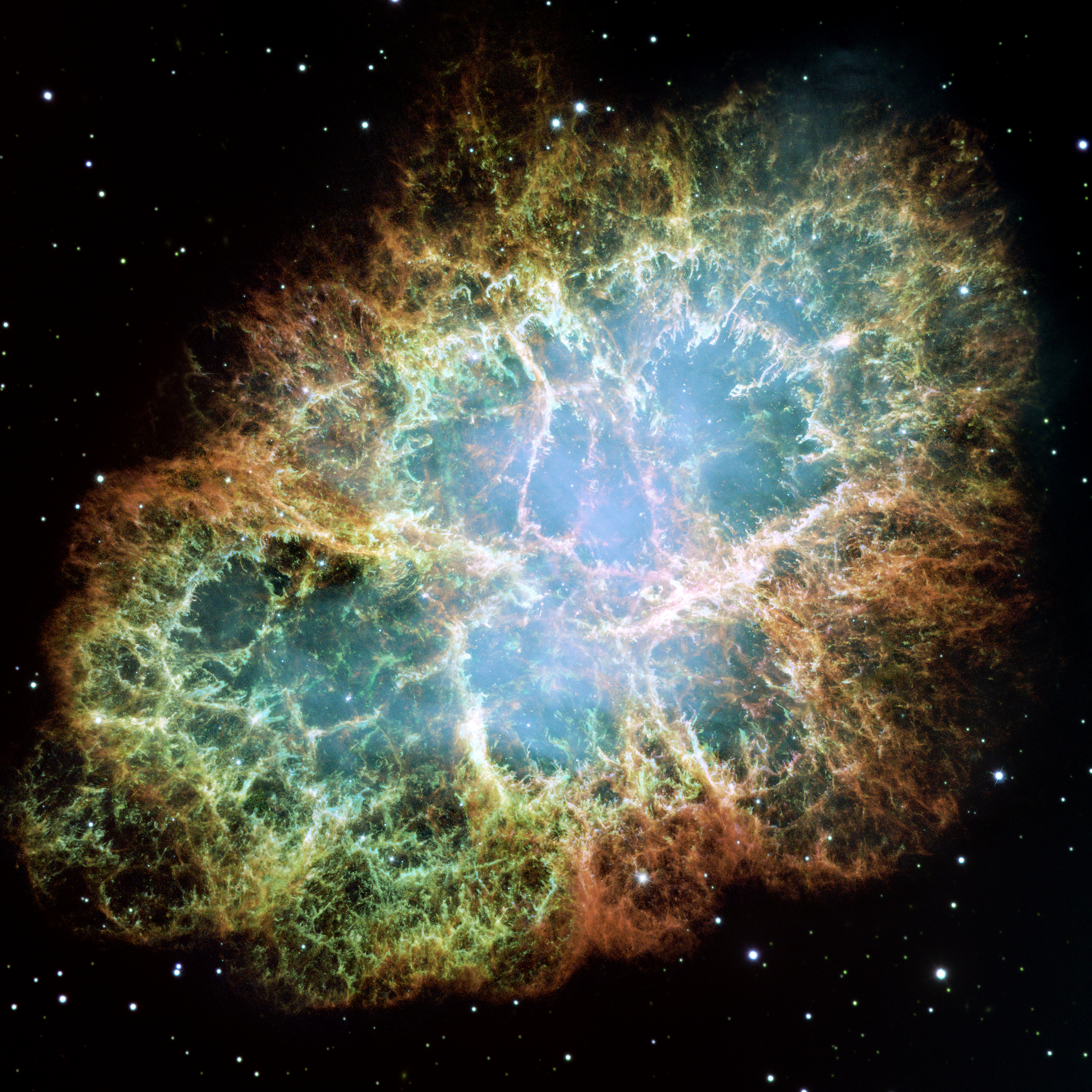
Az SN 1054 maradványa

Az SN 1054 egy 1054-ben feltűnt szupernóva volt, amelyet sokfelé megfigyeltek a Földön. Ennek a szupernóvának maradványa a Rák-ködként (M1) ismert szupernóva-maradvány a Bika csillagképben.
Az 1054-ben a Bika csillagképben feltűnt "vendégcsillagot" feljegyezték kínai, japán és perzsa/arab csillagászok is. Feljegyzéseik szerint olyan fényes volt, hogy 23 napon keresztül a nappali égen is meg lehetett figyelni, az éjszakai égen pedig összesen 653 napon keresztül látszott. A szupernóvarobbanás körülbelül 6300 fényévre történt a Földtől, egy nagy tömegű csillag magjának összeomlása során.

## Röntgenforrás
1963. április 29-én egy Aerobee magaslégköri kutatórakétával első ízben detektálták a Rák-köd irányából érkező röntgensugárzást. A forrást Taurus X-1 névre keresztelték, a Rák-köd irányából érkező röntgensugárzás körülbelül százszor akkora, mint amennyi a látható fény tartományában érkezik.
A Rák-köd szívében egy pulzáló rádióforrás, úgynevezett pulzár helyezkedik el. Ez egy neutroncsillag, a felrobbant csillag szupersűrűvé összeomlott magja, amely majdnem teljes egészében neutronokból áll.